# Citocromo f

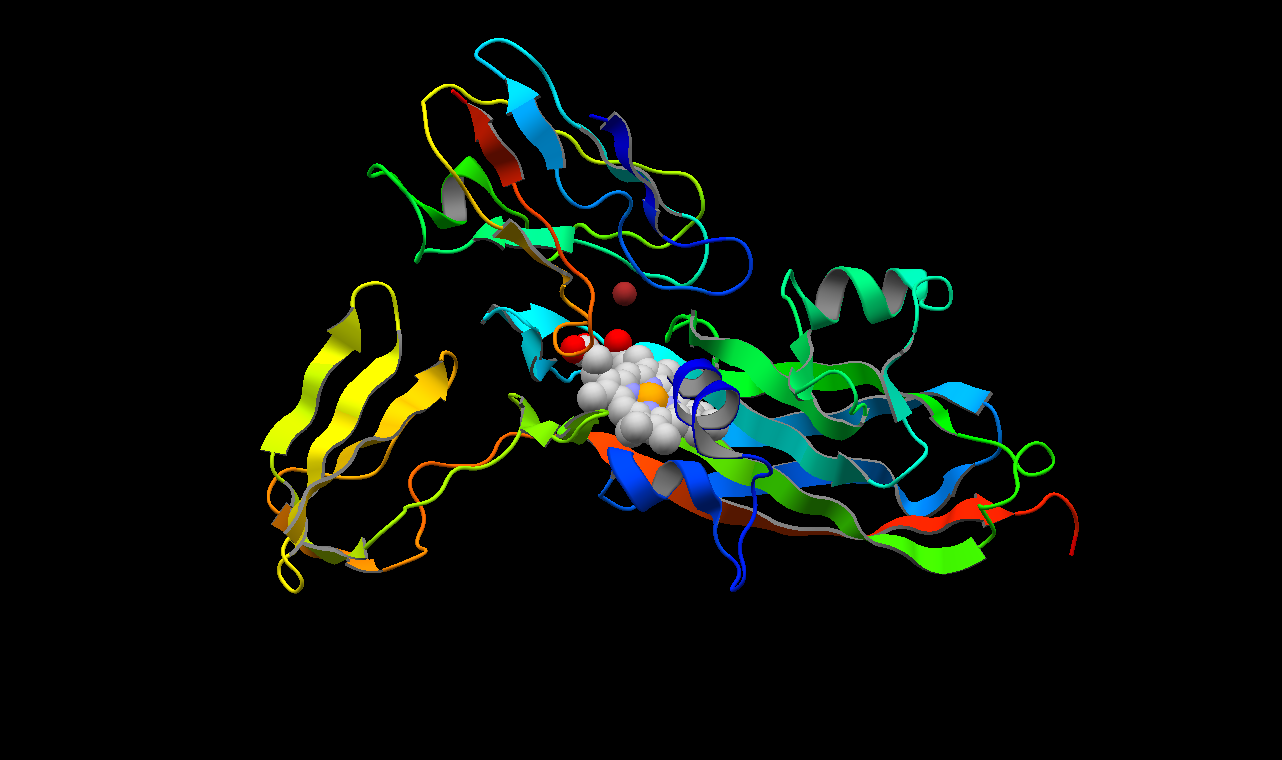
Citocromo f interactuando con plastocianina

El citocromo f es la mayor subunidad del complejo del citocromo b6f (plastoquinol—plastocianina reductasa). La estructura cristalina del dominio soluble (del lado del lumen) del citocromo f muestra dos dominios estructurales: uno pequeño encima de uno mayor que se encuentra sobre un dominio de membrana. El dominio mayor consiste en hojas β antiparalelas y un pequeño péptido que enlaza un grupo hemo que forma una estructura de tres capas. El dominio menor está entre dos bandas β del dominio mayor y es todo un dominio β.
El hemo está unido entre dos hélices cortas en el carbono N-terminal del citocromo f. En la segunda hélice se encuentra el motivo de la secuencia para citocromos tipo-c, Cys-Xaa-Xaa-Cys-His, que está covalentemente enlazado al grupo hemo a través de enlaces tioéter de dos cisteínas. El quinto ligando al hierro del hemo es una histidina y el sexto, el grupo α-amino del residuo de tirosina N-terminal (Tyr-1).
El citocromo f tiene una red interna de moléculas de agua. Se ha hipotetizado que la función de la misma es la de enlazar protones y es una característica altamente conservada en los citocromos f.